# Пјеве д'Алпаго
Пјеве д'Алпаго (итал. Pieve d'Alpago) је насеље у Италији у округу Белуно, региону Венето.
Према процени из 2011. у насељу је живело 338 становника. Насеље се налази на надморској висини од 668 м.

## Становништво
Према резултатима пописа становништва 2011. у општини је живело 1.924 становника.
| 1931. | 1936. | 1951. | 1961. | 1971. | 1981. | 1991. | 2001. | 2011. |
| ----- | ----- | ----- | ----- | ----- | ----- | ----- | ----- | ----- |
| 2.499 | 2.260 | 2.517 | 2.294 | 2.058 | 2.112 | 2.055 | 2.028 | 1.924 |